# Hors collection
Hors collection est une maison d'édition française fondée en 1992. Elle publie des livres sur la musique et le cinéma, des beaux livres, des recueils humoristiques et des bandes dessinées. Au départ collection de Presses de la Cité elle appartient à Place des éditeurs, filiale du groupe Editis.

## Historique
En 1988, Jean-Louis Fetjaine, nègre littéraire aux Presses de la Cité, créé la collection « Hors collection », qui devient une maison d'édition en 1991.
Entre 1988 et 1992, Hors collection publie la série The Far Side de Gary Larson présentée par François Cavanna sous le titre L'univers impitoyable de Gary Larson.

Premier logo des éditions Hors collection (fin des années 1980).

Entre 1991 et 2005, l'éditeur publie l'intégrale de Calvin et Hobbes de Bill Watterson en 24 volumes. Cette édition est suivie d'une autre intégrale parue entre 2005 et 2008 en 12 volumes doubles, puis d'un coffret intégral en 2013,.